# William Duer
Pour les articles homonymes, voir Duer.
William Duer, né le 18 mars 1743 dans le Devon et mort le 7 mai 1799 à New York, est un homme politique américain.

## Biographie
Né dans le Devon en Grande-Bretagne en 1743, il est le fils de John Duer, un planteur d'Antigua aux Antilles, qui avait une demeure dans le Devon, et de Frances Frye, fille de Frederick Frye, officier aux Antilles, où elle l'a rencontré puis épousé.
William Duer fait ses études à Eton College et, alors qu'il est encore mineur, est envoyé dans l'armée comme enseigne. Il accompagne Robert Clive comme aide de camp à son retour en Inde en 1762. Il souffe sévèrement du climat, alors Clive le renvoie en Angleterre, où il reste cinq ans jusqu'à la mort de son père, duquel il hérite des domaines en Dominique.
Après avoir quitté l'armée, Duer part pour Antigua. Il se rend ensuite dans l'État de New York pour la première fois en 1768, pour organiser un approvisionnement régulier et constant en bois pour ses plantations d'Antigua et de la Dominique. Comme planteur, il échange beaucoup avec Philip Schuyler qui le persuade de déménager à New York au début des années 1770. Lors d'un précédent voyage dans la région, Duer a acheté des terres sur le cours supérieur de l'Hudson, près d'Albany. La région, connue sous le nom de Fort Miller, sert à la fois de première résidence à Duer et de site pour ses premières entreprises financières. Il y installe des scieries, des entrepôts et un magasin.
En 1773, il retourne en Angleterre, où il obtient un contrat pour fournir à la Royal Navy du bois pour les mâts et les espars.
Whig modéré, quelque peu réticent à s'impliquer dans une résistance active au gouvernement britannique, il entre au Congrès provincial en 1775. Il fait alors partie du comité qui rédige la Constitution originale de New York l'année suivante.
Duer est membre de la première législature de l'État de New York, siégeant au Sénat de l'État de New York pour le district oriental du 9 septembre 1777 au 30 juin 1778. Il est membre du Congrès continental en 1778 et 1779 et siège aux comités des finances avec le futur président John Adams et le financier Robert Morris ainsi qu'au Board of War, le précurseur du département de la Guerre des États-Unis.
En 1779, Duer revient aux affaires privées, en partenariat avec John Holker, un agent commercial français.
Spéculateur de premier plan après la guerre, il est également élu à l'Assemblée générale de New York en 1786. Quand Alexander Hamilton, le gendre de Schuyler, devient le premier secrétaire au Trésor en 1789, Duer est nommé premier secrétaire adjoint. Il continue à spéculer sur les obligations américaines, y compris sur le plan avorté de la Compagnie du Scioto pour racheter la dette américaine envers la France à prix réduit.
Duer fait faillite à la suite de la panique de 1792 et est détenu dans une prison pour débiteurs pour le reste de sa vie. Son échec a été cité comme une cause de la panique, apparemment la première à New York causée par la spéculation. La perte est estimée à 3 millions de dollars et a appauvri de nombreuses personnes dans toutes les classes.
Il meurt le 18 avril 1799 à New York. Il est inhumé dans le caveau familial sous l'ancienne église de Saint-Thomas et est ensuite réinhumé à la Jamaica (Queens). Sa femme Catherine Alexander Duer (en) se remarie en 1801.